# 卡克福斯特斯
卡克福斯特斯（Cockfosters）是北倫敦郊區的一個地區，西半部屬於巴內特倫敦自治市，東半部屬於恩菲爾德倫敦自治市。在1965年以前，本區分屬赫特福德郡和米德塞克斯。

## 歷史
卡克福斯特斯這個名字最早可見於1524年的文獻中。它被認為是一個家庭的名字，或者是位於恩菲爾狩獵場 (Enfield Chase) 上一所房子的名字。另一種說法是它指首席林務員的住所。
卡克福斯特斯的地標包括特倫特公園（現為郊野公園）、基督教堂 （成立於 1839 年的一個聖公會福音派教會）和基督王教堂（成立於 1930 年的天主教教堂）。倫敦地鐵皮卡迪利線於 1933 年延伸至卡克福斯特斯。公雞旅館（Cock Inn，前身為 Cock），位於卡克福斯特斯路上的白堊里，成立於1798 年。

## 名人
大衛·博羅斯曾於2005至2017年擔任恩菲爾德南門選區選出的英國下議院議員，他於1969年在卡克福斯特斯出生。

## 交通
本區有兩座地鐵站：
- 卡克福斯特斯站—皮卡迪利線東端終點
- 橡木林站

倫敦巴士298, 299, 307, 384, 692, 699和N91號均服務本區。

## 當地相片

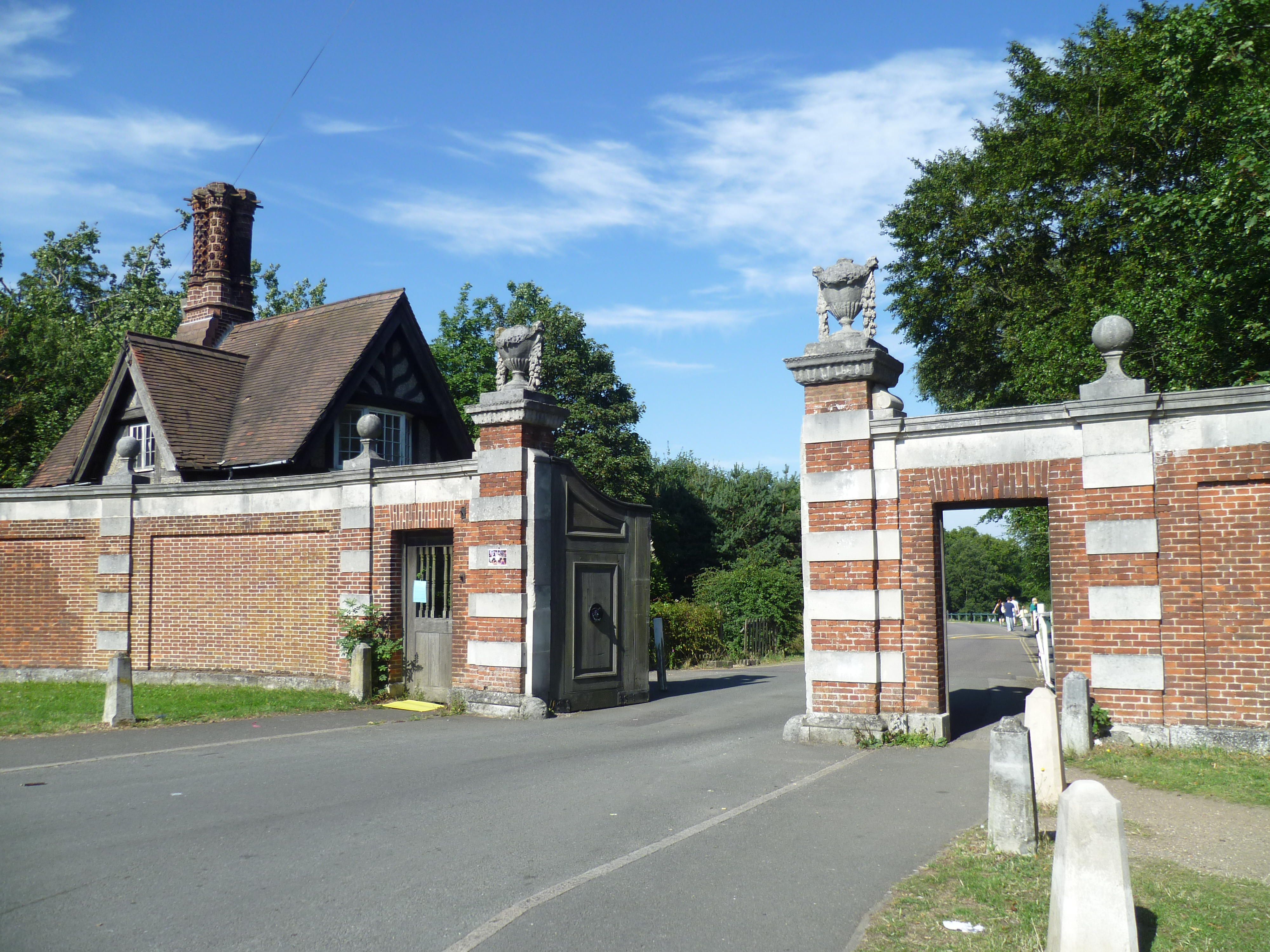
位於卡克福斯特斯路上的特倫特公園入口
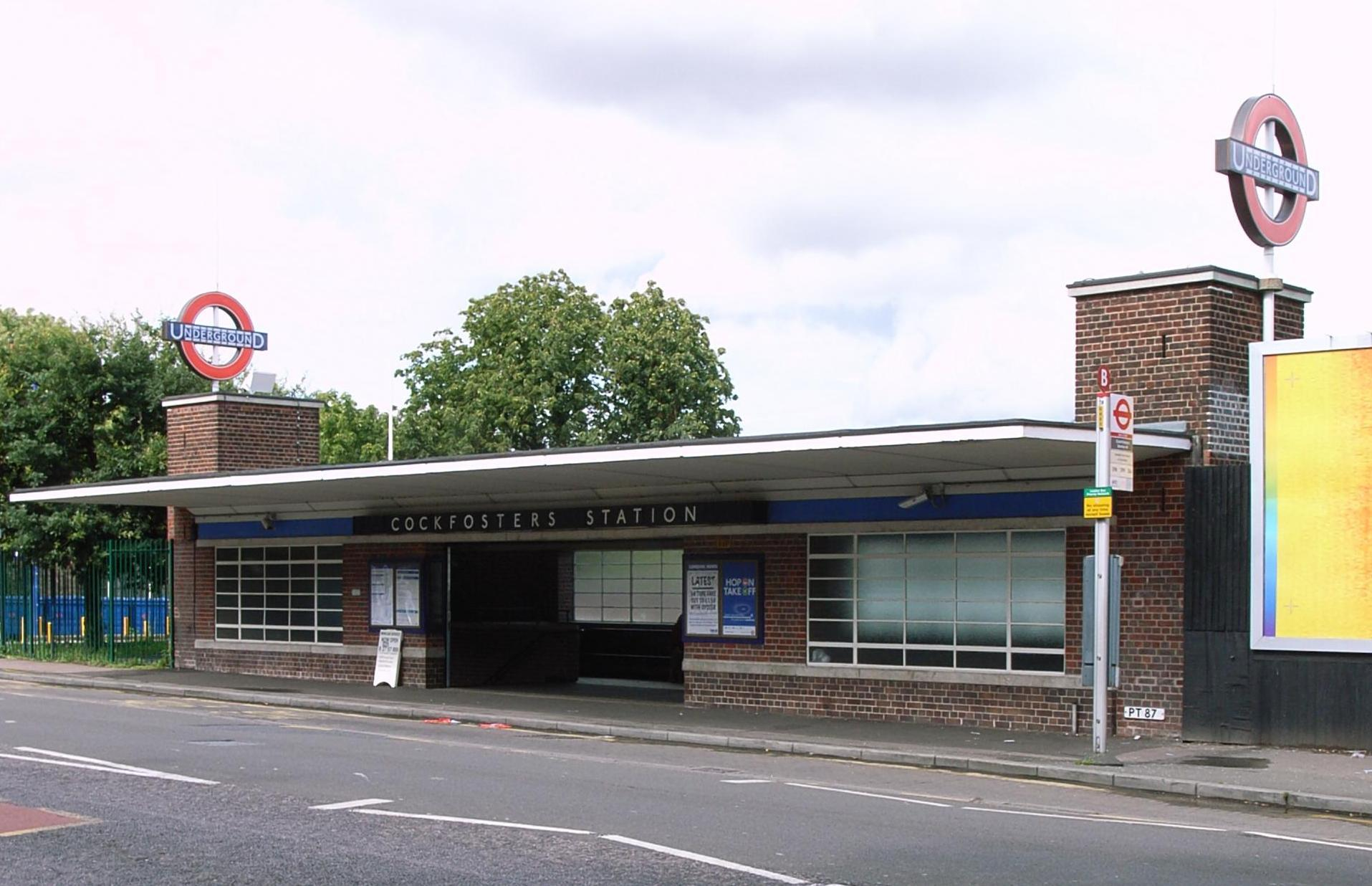
卡克福斯特斯站主入口
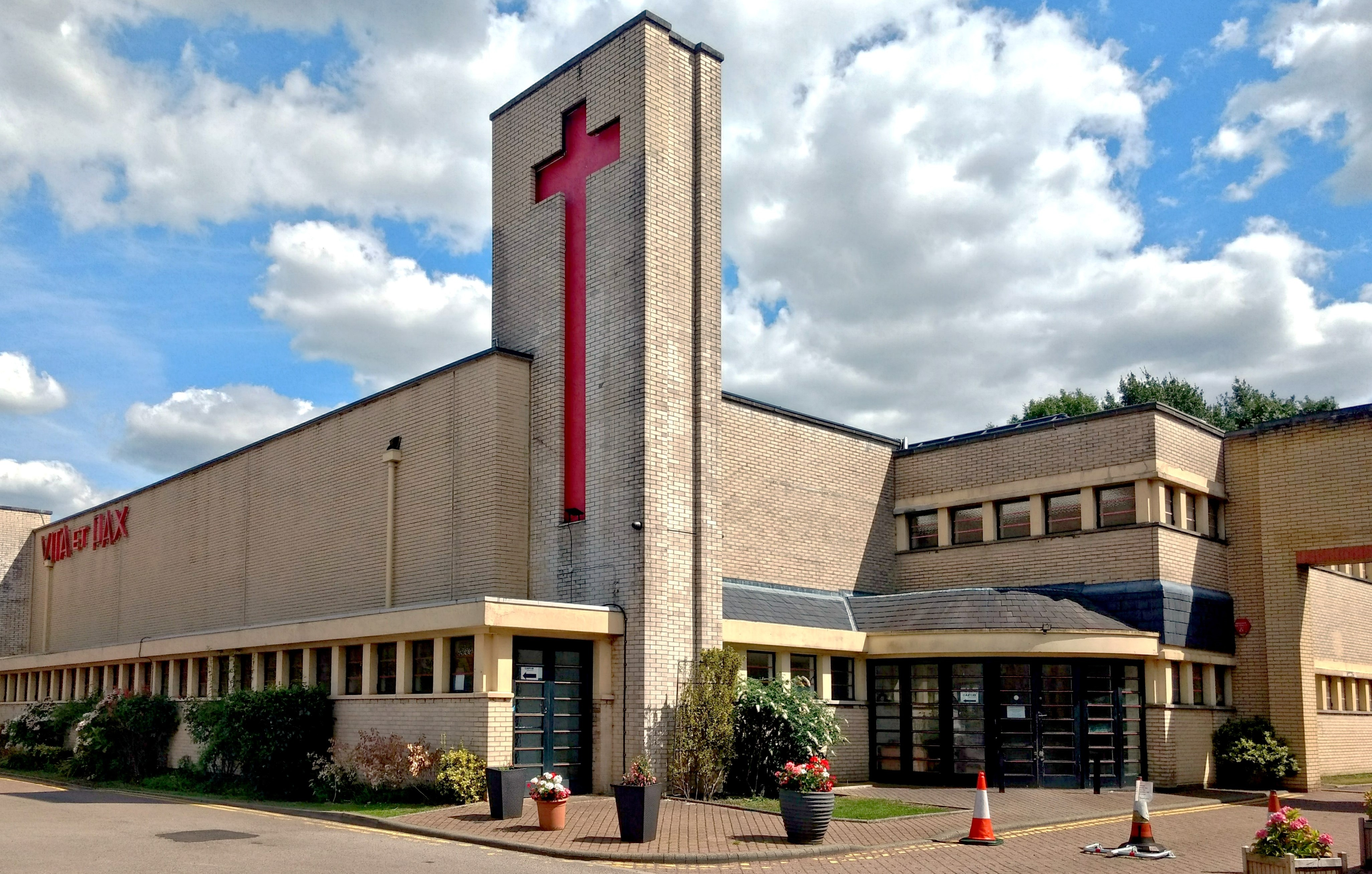
基督王教堂
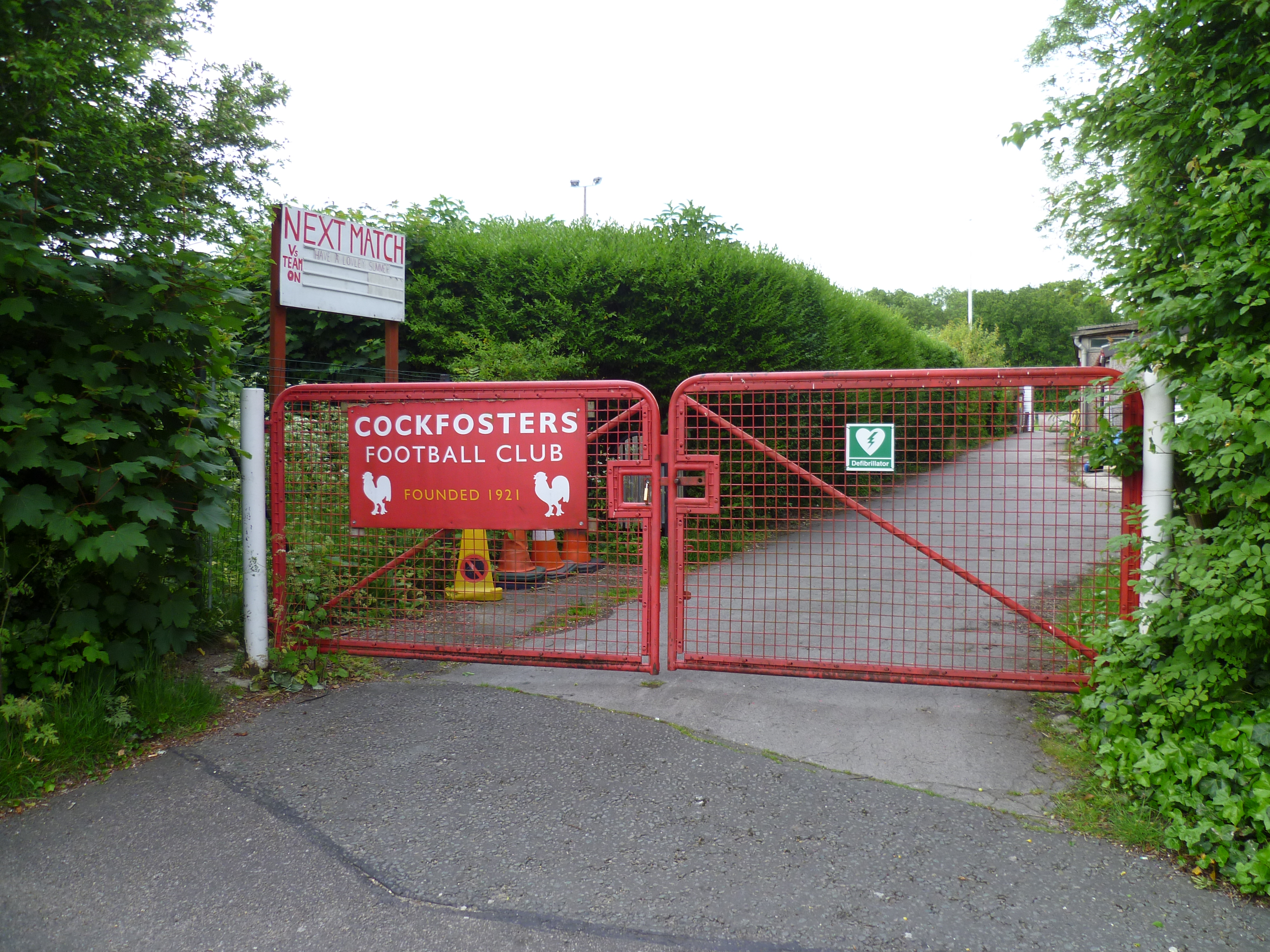
當地足球會入口